# Лыбедь (приток Клязьмы)
Лыбедь — река в городе Владимире, левый приток Клязьмы. Общая протяжённость — 4,5 км (2,5 км в коллекторе).

## География
Исток реки находится в Вороновом овраге неподалёку от Университетской улицы. В верхнем течении на протяжении 1,3 км Лыбедь протекает в естественном русле. В северной части Детского парка на реке имеется каскад из трёх прудов, предназначавшихся для полива коллективных вишнёвых садов. В районе Стрелецкой улицы река входит в бетонный коллектор длиной 2,5 км, проходящий под Октябрьским проспектом, в районе улиц Верхнелыбедской, Задний Боровок, Юрьевского переулка, и далее под примыкающем к чётной стороне улицы Луначарского, Лыбедским оврагом и площадью Фрунзе. В районе Линейной улицы река выходит из коллектора, на протяжении 0,7 км протекает в естественном русле и впадает в Клязьму.
До середины XX века Лыбедь являлась притоком Рпени и была на 500 м короче современной реки. Экономист А. П. Субботин в книге «Губернский город Владимир в 1877 г.» отмечает, что «речка Лыбедь впадает в Рпень за 1/2 версты от устья последней». При строительстве новых корпусов химзавода и ТЭЦ для Рпени было сооружено искусственное русло, её устье переместилось на 3,5 км ниже по течению Клязьмы, а Лыбедь в своих низовьях стала протекать по части старого русла Рпени и впадать в Клязьму.
Своё название Лыбедь получила, вероятно, от одноимённого притока Днепра, подобно другим владимирским рекам — Почайне и Рпени. С гидронимом Лыбедь связаны названия улиц Верхнелыбедской, Нижнелыбедской и Лыбедского проезда. В феврале 1993 года стадион «Строитель», расположенный на высоком правом берегу бывшего русла реки, был переименован в «Лыбедь».

## История
Река Лыбедь являлась естественной границей древнего Владимира с севера и востока. Она имела глубокую долину с крутыми склонами, которые были укреплены насыпными валами — Боровецким, Лыбедским, Ивановским и Зачатьевским. В сторону Лыбеди выходили Иринины и Медные ворота Нового города и Фроловские ворота Печернего города. На восточной оконечности города (в районе современной площади Фрунзе) стояли Серебряные ворота Ветшаного города. В начале XIII века на берегу Лыбеди за стенами Нового города был построен Свято-Успенский Княгинин монастырь.
В XIV—XV веках город начал выходить за пределы своей древних укреплений и за Лыбедью появились слободы Варварка, Стрелецкая, Пушкарская, Новая. В XIX веке по левому берегу Лыбеди, от Суздальской до Нижегородской заставы и опоясывая город с восточной стороны, тянулись многочисленные огороды семьи Муравкиных, положившей начало промышленному огородничеству во Владимире.
Согласно Генеральным планам развития города 1947 и 1967 годов Залыбедье было определено новым общегородским центром, здесь развернулось активное строительство жилых и общественных зданий. В 60-е годы XX века Лыбедь частично была взята в коллектор. В пойме Лыбеди планировалась организация зелёной зоны, мест отдыха горожан (возле больницы скорой помощи «Красный Крест» и в районе Юрьевского переулка были разбиты скверы, но большая часть долины так и осталась неблагоустроенной).
Начиная с 1920-х годов рассматривались и абсолютно противоположные предложения об использовании долины реки для строительства крупной магистрали с целью разгрузки исторического центра города от грузового транспорта. В 1997 году при разработке нового Генерального плана города был утверждён проект Лыбедской магистрали, которая должна пройти по долине Лыбеди от площади Фрунзе до Садовой площади. Строительство дороги началось в 2006 году, а торжественное открытие движения на всём протяжении Лыбедской магистрали состоялось 11 сентября 2017 года.